# Медаль ордена Хреста Витязя
Меда́ль о́рдена Хреста́ Ви́тязя (лит. Vyčio Kryžiaus ordino medalis) — державна нагорода Литовської Республіки.

## Положення про нагороду
|  | 29 стаття. Медаль ордена Хреста Витязя 1. Медаллю ордена Хреста Витязя нагороджують за відвагу і подвиги, проявлені в бойових умовах, за твердість духу, кмітливу конспірацію і керівництво, витривалість і самопожертву під час збройного або неозброєного опору окупаціям 1940-1990 років у боротьбі за свободу і незалежність Литви, або під час ув'язнення та інших репресій, а також за рішучість, самопожертву і вірність обов'язку під час відновлення Литовської державності в 1988-1990 роках, або усуваючи загрозу Литовської державності або цілісності після 11 березня 1990 року, за територіальну оборону краю, за охорону державного кордону та інших важливих об'єктів, за ліквідацію наслідків екологічних катастроф, стихійних лих та аварій, за відвагу при захисті громадського порядку, прав і свобод громадян. 2. Медаль ордена Хреста Витязя — срібна, 38 мм в діаметрі. На лицьовій стороні медалі зображений знак ордена Хреста Витязя. На зворотному боці медалі — дубова гілочка, напис «За відвагу» (лит. Už narsumą) і дата заснування медалі «2002». Медаль кріпиться до стрічки ордена Хреста Витязя 32 мм завширшки. 30 стаття. Позбавлення ордена Хреста Витязя Президент Республіки може позбавити ордена і медалі Хреста Витязя в таких випадках: 1) коли нагороджений засуджений судом за тяжкий злочин; 2) коли особа вчиняє проступок, який порочить ім'я нагородженого. |

| Лицьова сторона | Зворотна сторона |
| --------------- | ---------------- |
|                 |                  |
|                 |                  |

## Нагородження медаллю
База даних осіб, нагороджених медаллю ордена Хреста Витязя доступна на сторінці Президента Литовської Республіки.